# Меч из Суонтаки

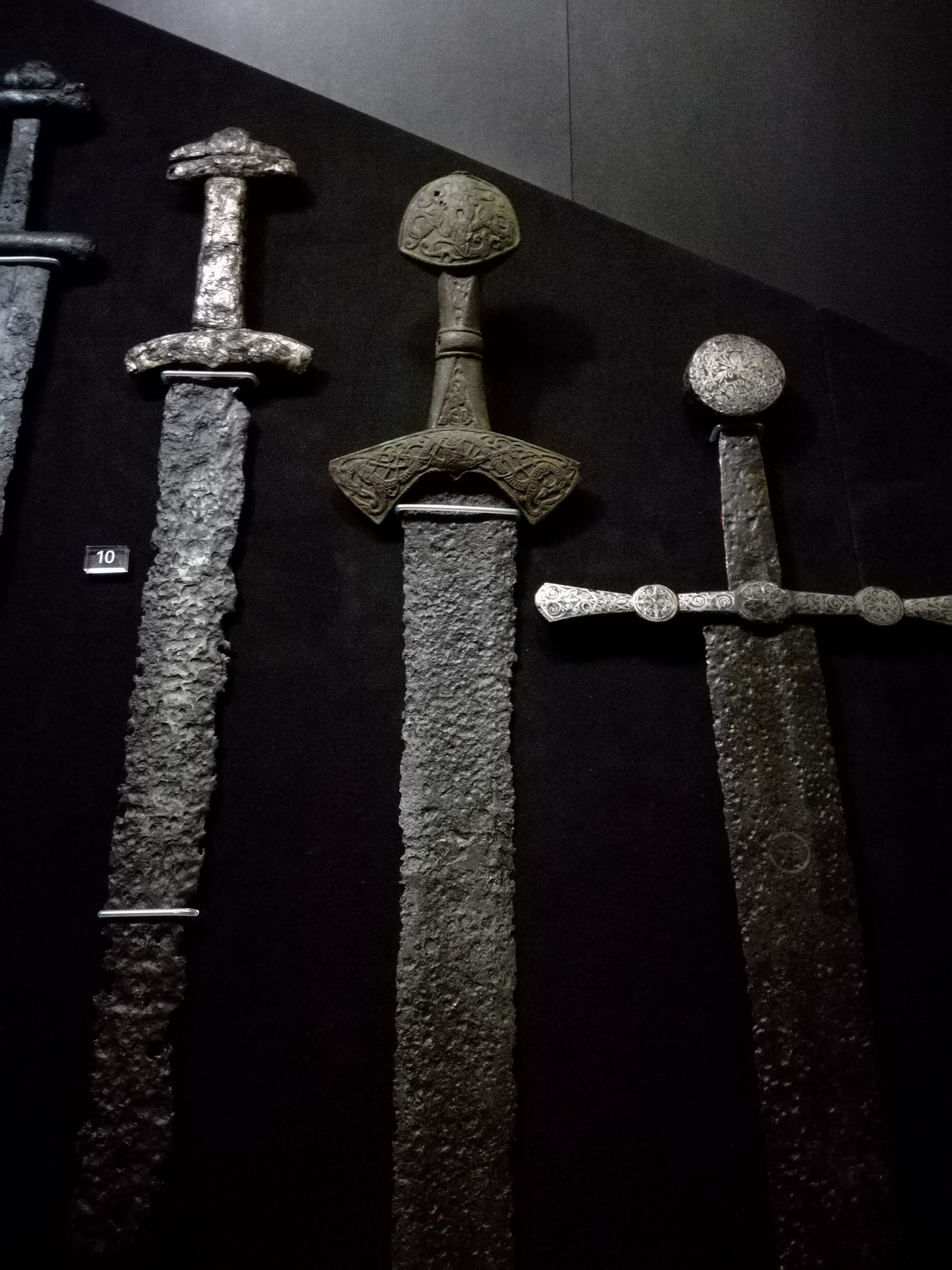
Меч из Суонтаки (в центре) в Национальном музее Финляндии в 2017 году.

Меч из Суонтаки (фин. Suontaan miekka) был найден в 1969 году в могиле, ранее считавшейся могилой женщины. Согласно последним исследованиям, у захороненного в данной могиле человека был кариотип 47.XXY. Меч, вероятно, был спрятан в могиле через некоторое время после захоронения. Еще один меч без рукоятки с серебряными вставками, был помещен прямо на захороненный труп. Могила датируется c. 1040–1174 гг. н.э.
Меч с бронзовой рукоятью был полностью изготовлен из полой литой бронзы с рукоятью и эфесом. Лезвие меча содержит тексты +NMIN+ и +NIOIN+, которые могут быть вариациями текста «во имя бога». Меч считается уникальным произведением искусства для своего времени.
Деревня Суонтака находится в Хяме, Финляндии. Этот район Хяме известен своими многочисленными находками мечей и археологическими памятниками. Оригинальный меч выставлен в Национальном музее Финляндии.